# القرد الكثيف الشعر
القرد الكثيف الشعر مسرحية تعبيرية من تأليف الكاتب المسرحي الأمريكي يوجين أونيل الحائز على جائزة نوبل في الأدب، نُشرت عام 1922. تدور أحداثها حول عاملٍ وحشيّ، طائش، يُعرف باسم يانك، بطل المسرحية، يبحث عن شعور بالانتماء في عالمٍ يهيمن عليه الأغنياء. في البداية، يشعر بالأمان وهو يُشغّل محركات سفينة عابرة للمحيطات، ويثق ثقةً كبيرةً في قوته الجسدية على محركات السفينة ورجالها.
لكن عندما تصفه ابنة رجل أعمال ثري يعمل في صناعة الصلب بأنه "وحش قذر"، يمر يانك بأزمة هوية، ويبدأ حسظه وعقله في تدهور. يغادر السفينة ويتجول في مانهاتن، ليكتشف أنه لا ينتمي إلى أي مكان - لا إلى رواد الجادة الخامسة ، ولا إلى نقابة العمال على الواجهة البحرية. في صراعه من أجل الانتماء الاجتماعي، تتدهور حالته العقلية إلى حالة أشبه بحيوان، وفي النهاية، يهزمه قردٌ انعكست فيه شخصيته. تُجسّد رواية "القرد المشعر" تأثير التصنيع والطبقية الاجتماعية على شخصية يانك الديناميكية.

## الشخصيات
- بوب "يانك" سميث: رجل يعمل على متن سفينة. قائدٌ بين العمال، يجد نفسه متمردًا على الطبقة العليا المتسلطة التي يشعر أنها لا تُقدّر عمله الدؤوب.
- بادي: عامل سفينة مُسنّ. يُدرك رتابة العمل، ويبدو مُدركًا لهرم المجتمع الرأسمالي. يُمكن اعتباره رمزًا لصوت العقل، ويختفي في منتصف المسرحية عندما يبدأ يانك رحلته الثورية.
- لونج: عامل سفينة آخر يرافق يانك إلى الجادة الخامسة حيث يحدث أول تمرد له ضد الطبقة العليا.
- ميلدريد دوغلاس: شابة ثرية من الطبقة الراقية، تُغمى عليها عند رؤية يانك يعمل في السفينة. لخوفها من سلوكه ومظهره، تُطلق عليه لقب "الوحش القذر" الذي يُحرضه على التمرد على الطبقة العليا.
- سكرتير منظمة: يعمل في نقابة عمالية ويرفض أفكار يانك بشأن التمرد الردكالي، ويشجع الإضرابات السلمية وتوزيع المنشورات.[3]

## الحبكة
تتكون المسرحية من ثمانية مشاهد.
- المشهد الأول: في مقصورة رجال الإطفاء على متن سفينة سياحية أبحرت للتو من نيويورك في رحلة عبر المحيط الأطلسي. يتحدث الرجال خارج نوبة عملهم ويغنون وهم في حالة سُكر. يظهر "يانك" كقائد بينهم، واثقًا من قوته في تغذية آلات السفينة والعالم بأسره. يُبدي ازدراءً خاصًا تجاه رجلين من رجال الإطفاء: "لونغ"، وهو إنجليزي ذو ميول اشتراكية، و"بادي"، وهو إيرلندي عجوز يحنّ إلى أيام السفن الشراعية التي كانت تسير بقوة الرياح.
- المشهد الثاني: تتحدث "ميلدريد دوغلاس" (ابنة أحد أباطرة صناعة الصلب) مع عمتها على سطح السفينة أثناء استلقائهما للتشمس. تتجادلان حول رغبة ميلدريد في القيام بأعمال اجتماعية، ولا ينتهي النقاش إلا حين يأتي ضابطان لمرافقتها إلى أسفل سطح السفينة لزيارة غرفة محركاتها كما كانت تخطط. لا تفهم عمتها لماذا تريد ميلدريد مساعدة الفقراء، لكنها تذهب إلى الأسفل على أي حال.
- المشهد الثالث: في غرفة المحركات، يشعر يانك وزملاؤه من رجال الإطفاء بالفخر تجاه عملهم اليومي. لا يلاحظ يانك دخول ميلدريد، ويستمر في الصراخ موجهًا التهديدات نحو المهندس غير المرئي الذي يأمرهم بالاستمرار في تزويد الآلات بالفحم. يتوقف الرجال فجأة عند دخولها. وحين يتساءل يانك عن سبب توقفهم، يلتفت فيراها؛ فتُصدم من مظهره وسلوكه لدرجة أنها تصرخ واصفةً إياه بـ"الوحش القذر" وتُغمى عليها.
- المشهد الرابع: مرة أخرى في مقصورة رجال الإطفاء. يجلس يانك متأملاً الحادثة التي وقعت في غرفة المحركات. يحاول الرجال الآخرون فهم غضبه، ويسألونه إن كان قد وقع في الحب. يغتاظ يانك من وصف ميلدريد له بأنه "قرد كثيف الشعر"، ويستشيط غضبًا ويحاول الاندفاع خلفها للانتقام. لكن رفاقه يمسكون به ويطرحونه أرضًا قبل أن يتمكن من الوصول إلى الباب.
- المشهد الخامس: في الجادة الخامسة بنيويورك بعد ثلاثة أسابيع، بعد عودة السفينة من رحلتها. يتجادل يانك مع لونغ حول الطريقة الأفضل لمحاربة الطبقة العليا، بينما يُعجبان بنظافة المدينة. ولا يزال يانك مهووسًا بالانتقام من ميلدريد، فيهاجم بوقاحة بعض الخارجين من الكنيسة إلى الشارع، فيما يهرب لونغ من المشهد. يلكم يانك أحد الرجال على وجهه، ويتم اعتقاله بعد ذلك بفترة قصيرة.
- المشهد السادس: في الليلة التالية، في سجن جزيرة بلاكويل، يبدأ يانك في قضاء حكم بالسجن لمدة 30 يومًا. يرى السجن كأنه حديقة حيوان، ويروي لبقية السجناء كيف انتهى به الأمر هناك. يخبره أحدهم عن منظمة "العمال الصناعيين في العالم"، ويقترح عليه التفكير في الانضمام إليها. يغضب يانك مجددًا عند تذكّره لميلدريد ووالدها، فيحاول ثني قضبان زنزانته للهروب، لكن الحراس يردّون عليه بعنف.
- المشهد السابع: بعد شهر، يزور يانك مكتب "العمال الصناعيين في العالم" المحلي فور خروجه من السجن، وينضم إلى المنظمة. يرحب به الأعضاء في البداية، لأن عدد رجال الإطفاء البحريين المنضمين قليل. لكن حين يعبر عن رغبته في تفجير شركة الصلب، يشكّون بأنه جاسوس حكومي ويطردونه. في الشارع، يصادف شرطيًا لا يبدي أي اهتمام باعتقاله، ويطلب منه فقط أن يمضي في طريقه.
- المشهد الثامن: في الليلة التالية، يزور يانك حديقة الحيوان. يشعر بالتعاطف مع غوريلا، ويعتقد أنهما من جنسٍ واحد. يفتح قفص الحيوان ويقترب منه ليعرّف نفسه كما لو كانا صديقين. لكن الغوريلا تهاجمه، وتسحق ضلوعه حتى الموت، ثم تقذفه إلى داخل القفص حيث يلقى حتفه.

## الوجودية
تحليل شائع للمسرحية يقرأها على أنها عمل وجودي، حيث يمر البطل، "يانك"، بأزمة وجودية. فقد كان يانك يعتقد أنه هو المسؤول الوحيد عن تشغيل السفينة عبر المحيط؛ وكان راضيًا عن حياته لأنه كان يظن أن عمله يحمل قيمة حقيقية. لكن عندما وصفته "ميلدريد" في المشهد الثالث بـ"الوحش القذر"، بدأ يتمرد على الطبقة العليا التي كان يؤمن بأنها تعتمد كليًا عليه. بعد هذه الإهانة، أدرك يانك مدى ضآلته في نظر تلك الطبقة، مما أشعل رغبته في التمرد عليها.
ومع ذلك، سرعان ما اكتشف أن معظم من يتمرد ضدهم لا يولونه أدنى اهتمام. فوجوده ضئيل للغاية بالنسبة لهم، كما يتجلى في المشهد الخامس في الجادة الخامسة، حيث تمر أفعاله دون أن تُلاحظ. يدرك يانك أن التمرد على الطبقة العليا بأكملها أمر مستحيل، لأنها لا تمثل كيانًا ملموسًا يمكن التمرد ضده. وتفشل محاولته قبل أن تبدأ فعليًا. هذا الجانب من القصة يجعل من يانك بطلاً وجوديًا، أو عبثيًا، لأنه يكرّس حياته كلها لتمرد لا طائل منه ولا يؤدي إلى شيء. يقدم يانك التضحية القصوى، وهي حياته، في سبيل لا شيء. ومع ذلك، ومع نهاية المسرحية، وبعد أن يصبح واضحًا له أن نضاله انهار تمامًا، يصل يانك إلى حالة من القبول المتألم. يتمكن من النظر إلى وضعه بنوع من الخفة، ويتقبل في النهاية موقعه في العالم. وتكمن حريته في إدراكه عبثية وجوده. يتجلى هذا التحرر في المشهد الأخير مع الغوريلا، حيث يذهب يانك لملاقاة نظيره الرمزي، إذ إن كليهما، في نظر الطبقة العليا، ليسا سوى وحوش قابلة للاستغلال. يتصالح يانك مع موقعه في هذا العالم، ويموت وهو يعرف أخيرًا أنه ينتمي إلى مكانٍ ما.

## الرجولة
لا يكتفي أوجين أونيل باستكشاف أعماق الأزمة الوجودية، بل يغوص أيضًا في الطبيعة البدائية للإنسان. إذ يُقدِّم لنا بطلًا يُجسِّد تقريبًا كل جانب من جوانب "الرجولة" بمعناها التقليدي: فهو قوي، غليظ الطباع، وكادح. في معظم أوصافه، يظهر "يانك" ككائن بدائي يقتحم المكان صارخًا بالأوامر وملوّحًا بالشتائم. وفي بعض اللحظات، يتخذ هيئة منحنية كما لو كان تمثال رودان الشهير "المفكر"، يتأمل وجوده الغليظ المتجهم.
يتغير عالم يانك حين يلتقي بميلدريد؛ فجأة، يصبح العالم أكبر بكثير مما كان يتصوره. يكتشف طبقة اجتماعية كاملة لا تراه ككائن ذي قيمة، بل تشعر بالاشمئزاز من مجرد رؤيته. تصبح ميلدريد رمزًا لتلك الطبقة العليا التي يكرّس يانك نفسه للتمرد عليها.
يرسم أونيل مواجهة بين الإنسان "الأصلي" أو البدائي، متمثلًا في يانك، وبين الإنسان الحديث من الطبقة العليا، الذي يبدو أقل شأنًا في معايير القوة والرجولة. هذا التضاد لا يثير تعاطف الجمهور مع يانك فحسب، بل يدفعهم للتفكير في ما آل إليه الإنسان المعاصر. فقد كُتبت هذه المسرحية في فترة شاع فيها تمجيد "رجولة الطبقة العاملة"، وكان يانك نموذجًا متطرفًا لهذا الإنسان القوي المنتمي إلى الطبقات الدنيا.
وتتمثل بطولة يانك في قدرته الفطرية على التفوق في كل ما هو جسدي؛ إذ يعيش ويموت من أجل العمل الذي يُنجزه بيديه. لقد شكّلت العلاقة بين الرجولة والحكاية عنصرًا مركزيًا في السرد منذ القدم، لكنها تأخذ معنًى جديدًا في القرن العشرين، في ظل التقدم التكنولوجي السريع، الذي بدأ يُقصي هذا النموذج من الرجولة اليدوية ويُعيد تشكيل مفهوم الإنسان ذاته.

## المواضيع

### الركود الاجتماعي الناجم عن التصنيع
تعرض مسرحية القرد المصيف الشعر مظاهر اضطهاد الطبقة العاملة الصناعية. فعلى الرغم من أن أوجين أونيل يُظهر بوضوح، من خلال المسرحية، إيمانه بأن النظام الرأسمالي يضطهد الإنسان العامل، إلا أنه في الوقت نفسه يُبدي نقدًا تجاه الحركة الاشتراكية التي، برأيه، تعجز عن تلبية الاحتياجات الفردية أو حل المشكلات الخاصة بكل شخص على حدة.
تُصوَّر البيئة الصناعية في المسرحية على أنها سامة ولا إنسانية، في حين يُقدَّم عالم الأغنياء كعالم سطحي ومخادع. وقد تم تفسير شخصية يانك أيضًا على أنها تمثل الحالة الإنسانية: كائن مغترب عن الطبيعة بسبب وعيه المنعزل، غير قادر على إيجاد الانتماء ضمن أي جماعة اجتماعية أو بيئة.
هذا الاغتراب هو نتيجة مباشرة للتصنيع الذي شمل كلًّا من السفينة ومدينة نيويورك، فحوّل العالم إلى فضاء ميكانيكي خانق، جرّد الإنسان من إنسانيته ومزّق صلته بالعالم الطبيعي والاجتماعي على حدّ سواء.

### الانحطاط العنصري
كثيرًا ما اختلف النقاد حول تصوّر أوجين أونيل لمسألة العرق في مسرحيته القرد الأشعر. يُقال إن "يانك"، الذي كان يعمل غالبًا في تغذية المحركات بالفحم، يظهر في معظم فصول المسرحية وكأن على وجهه قناعًا أسود (blackface) نتيجة الفحم الذي يغطي وجهه.
وقد أثارت هذه القراءة جدلًا واسعًا حول هوية يانك العرقية، حيث إن تغطية الفحم لوجهه غير الحليق تمحو ملامح البياض القومي، وتجعله يبدو كمن لا جنسية أو عرق له. وهذا الطمس الجسدي يُسهم، مع عوامل أخرى، في انهياره الجسدي والنفسي على مدار المسرحية.
يترافق التدهور العاطفي ليانك مع انحدار ملموس في هيئته البدنية، حيث يتحوّل تدريجيًا إلى كائن غريزي، تتغلب عليه الصفات الحيوانية. وفي المشهد الأخير، يحاول يانك أن يُقنع الغوريلا بأنهما من نفس النوع، لكن محاولاته في التأكيد على هذا التشابه تنتهي بمقتله.
وتُعد هزيمته على يد الحيوان إهانة لوعيه الإنساني، كما أنها تمثّل انحدارًا رمزيًا على صعيد العرق والطبقة الاجتماعية، ليجد نفسه في نهاية المطاف مهمّشًا، منزوع الهوية، مغتربًا عن كل انتماء بشري أو اجتماعي.

## الجدول الزمني للإنتاج
- 1922: تم عرض مسرحية القرد الكثيف الشعر لأول مرة على يد فرقة بروفينستاون بلايرز. وقد أخرج العرض وصمّم ديكوراته روبرت إدموند جونز، ونال إشادة واسعة بسبب استخدامه لتقنيات المسرح التعبيري في التصميم والإخراج. نُقل العرض لاحقًا إلى مسرح بليموث في برودواي، حيث حقق نجاحًا كبيرًا. وأصبح الممثل لويس وولهيم مشهورًا بفضل تجسيده اللافت لشخصية "يانك".
- 1930: عُرضت المسرحية في لندن بمشاركة الممثل الأفرو-أميركي بول روبسون في دور البطولة، مجسِّدًا شخصية بيضاء. وعلى الرغم من أن العرض لم يُقدَّم سوى في خمس ليالٍ فقط، إلا أنه حقق نجاحًا نقديًا كبيرًا، وأثار اهتمامًا واسعًا بجرأته الفنية والاجتماعية.
- 1944: أُنتج فيلم منخفض الميزانية مقتبس من القرد الكثيف الشعر على يد جولز ليفي، وتم توزيعه من قبل يونايتد آرتيستس. شارك في بطولته ويليام بنديكس، سوزان هايوارد، دوروثي كومينغور، وجون لودر. وبحسب مراجعة نُشرت في صحيفة نيويورك صن، فإن الفيلم تميز بـ"نهاية سعيدة"، وجعل القصة عمومًا "أخفّ وطأة وأقلّ حملاً للدلالات الاجتماعية"، مقارنة بالنص المسرحي الأصلي.[8]
- 1987: إنتاجات لاحقة بارزة لإحياء بيتر شتاين.
- 1996: قدّمت فرقة ووستر غروب (The Wooster Group) معالجة ما بعد حداثية متعددة الوسائط لمسرحية القرد الأشعر، شارك فيها الممثل ويليم دافو في دور البطولة مجسدًا شخصية "يانك". وقد اتسم هذا العرض بتقنيات بصرية وصوتية تجريبية، مزجت بين المسرح التقليدي والعروض بشكلها الجديد، مما أضفى طابعًا معاصرًا وجريئًا على النص الكلاسيكي، وأعادت طرح قضاياه الوجودية والاجتماعية في ضوء الأسئلة الثقافية لعصر ما بعد الحداثة.
- 2004: عُرضت مسرحية القرد الكثيف الشعر في مسرح سان بيدرو بلايهاوس، سيلار ثياتر، في سان أنطونيو، تكساس، وتلقت مراجعات إيجابية، وصفت ديبورا مارتن، الناقدة في صحيفة سان أنطونيو إكسبريس-نيوز، أداء الممثل براد ميلن قائلة:

"يانك الذي قدّمه خام وعنيف ولا يُنسى."
- 2006: قُدمت مسرحية القرد الكثيف الشعر من قِبل مسرح الإيرلنديين المتجدد (Irish Repertory Theatre) في مدينة نيويورك، وحظيت بردود فعل إيجابية، وصفت صحية إيريش فويس العرض قائلة:

"روح أونيل لا تزال تتردد. تُذكّرنا هذه الإنتاجية الجديدة من القرد الكثيف الشعر لماذا يُعتبر أونيل أول كاتب مسرحي أيرلندي-أمريكي.".
- 2009: أخرج شون غراني، من فرقة هيبوكريتس ثياتر كومباني، إنتاجًا لمسرحية القرد الأشعر في مسرح جودمان بمدينة شيكاغو[9] وفي وقت لاحق من نفس العام، بثت إذاعة بي بي سي راديو 3 نسخة إذاعية من المسرحية أخرجها توبي سويفت، ما أتاح للجمهور تجربة المسرحية عبر الوسيط الإذاعي.
- في عام 2012: شهد مسرح ساوثوارك بلايهاوس في لندن بريدج أول إعادة عرض كبيرة لمسرحية القرد الكثيف الشعر بعد مرور 25 عامًا، كما قدم المخرج فيليب بوهيم من فرقة أبستريم ثياتر عرضًا ناجحًا لها في سانت لويس بولاية ميزوري، فيما تم عرض المسرحية لاحقًا في مسرح أولد فيك بلندن خلال شهري أكتوبر ونوفمبر من عام 2015.[10]
- 2017: قدم مسرح بارك أفينيو أرموري إنتاجًا لمسرحية القرد الكثيف الشعر من بطولة بوبي كانافالي، وأخرجها ريتشارد جونز، وصمّم ديكورها ستيوارت لينغ. وقد حاز كانافالي على جائزة أوباي لعام 2017 عن أداءه، والتي تُمنح من قبل الجناح المسرحي الأمريكي.[11]
- 2021: قدمت فرقة The Classics Theatre Project إعادة صياغة جديدة لمسرحية القرد الكثيف الشعر، أخرجها وكيّفها جوي فولتسوم. حظي هذا العرض باهتمام خاص من قبل جمعية يوجين أونيل ومجلة يوجين أونيل، تقديرًا لجودته وابتكاره في تقديم النص الكلاسيكي.

## استقبال
تلقى عرض القرد الكثيف الشعر ردود فعل متباينة من الجمهور والنقاد على حد سواء، إذ أبدى بعض النقاد استغرابهم من المسرحية، واعتبروها تعاني من "الإفراط في استخدام المونولوجات، والارتباك أو البطء في بعض المشاهد، والرتابة المحزنة التي تسيطر على اللحظات المؤثرة". تعرض أونيل لانتقادات بسبب تعامله مع قضايا الطبقة الاجتماعية والتصويرات العرقية في المسرحية، لكنه في المقابل حظي بإشادة كبيرة لما أظهره من قوة عاطفية ودرامية في كتابته.
كانت المسرحية معروفة بأصالتها وصلابتها، وهو تقدير نالته فقط مسرحيات مثل القرد الأشعر وكل أولاد الله، رغم أن بعض النقاد وجدوا النهاية بسيطة ومتوقعة للغاية. وبشكل عام، تميل الآراء النقدية إلى الإيجابية، إلا أن بعض النقاد انتقدوا ثغرات الحبكة كأساس لمراجعتهم لأحكام أونيل كمؤلف مسرحي.
ومع ذلك، بقيت الموضوعات الأساسية في القرد الأشعر هي العنصر الأكثر تأثيرًا وأهمية، مما أكد مكانة أونيل كعبقري درامي مبتكر ورائد في المسرح الحديث..